# Stanisław Szurlej (poseł)
Stanisław Szurlej – poseł do Sejmu Krajowego Galicji III kadencji (1870–1876), włościanin z Lutczy.
Wybrany w IV kurii obwodu Rzeszów, z okręgu wyborczego nr 61 Tyczyn-Strzyżów.